# Анастасевич Василь Григорович
Васи́ль Григо́рович Анастасе́вич (28 лютого (11 березня за новим стилем) 1775, Київ — 16 лютого (28 лютого за новим стилем) 1845) — бібліограф, письменник і перекладач, видавець.

## Життєпис
Народився в Києві. Син члена Київського магістрату. Вчився в Києво-Могилянській академії, де дійшов до філософського класу (1793). Навчався в І. Фальковського, брав участь у діяльності Вільного піїтичного товариства, яке той організував. У 1795 році стражником до Малоросійського корпусу піших стрільців. Подорожуючи Україною, вів щоденники, зокрема «Записки из Херсона в Крым и обратно». Служив квартирмейстером у Києві та Полоцьку, потім у 1809—1816 роках — помічником начальника відділу польського та малоросійського права. З 1817 року — секретар у мецената графа М. Румянцева.
Бібліографічну діяльність розпочав 1811 року виданням журналу «Улей», який виходив у 1811—1812 роках. Його теоретична стаття «Про бібліографію» в цьому журналі поклала початок теорії бібліографії в Росії. Друкувався в «Украинском вестнике», «Северном вестнике» та інших. Висунув багато продуктивних ідей; деякі з них були втілені ще за його життя: поточний критичний огляд літератури, поточна бібліографічна реєстрація на підставі обов'язкового примірника. У 1820 році склав каталог «Роспись российским книгам для чтения библиотеки В. Плавильщикова» із 6-ма додатками, де зареєстровано й українські книжки. Матеріали описано de visu, праця зберегла бібліографічне значення й досі. Від 1826 року працював цензором Головного цензурного комітету, 1830 року його звільнено за надання дозволу до друку віршів А. Міцкевича. 
До кінця життя вважав Україну своєю батьківщиною, збирав і публікував матеріали з її історії та етнографії. Був близький до митрополита Євгенія (Болховітінова). Бібліотека й архів Анастасевича, що склав разом близько 100 мішків, протягом 18 років пролежали у вогкому сараї, були продані з аукціону «на пуди». Рештки архіву зберігаються в Російській публічній бібліотеці в Санкт-Петербурзі.
Помер у Санкт-Петербурзі.
Анастасевич — автор ряду бібліографічних праць, які є цінними посібниками для вивчення російської та української друкованої продукції 18 — початку 19 століть. У статтях Анастасевича на літературні та історичні теми є матеріали з історії та етнографії України.